# Meissens domkyrka

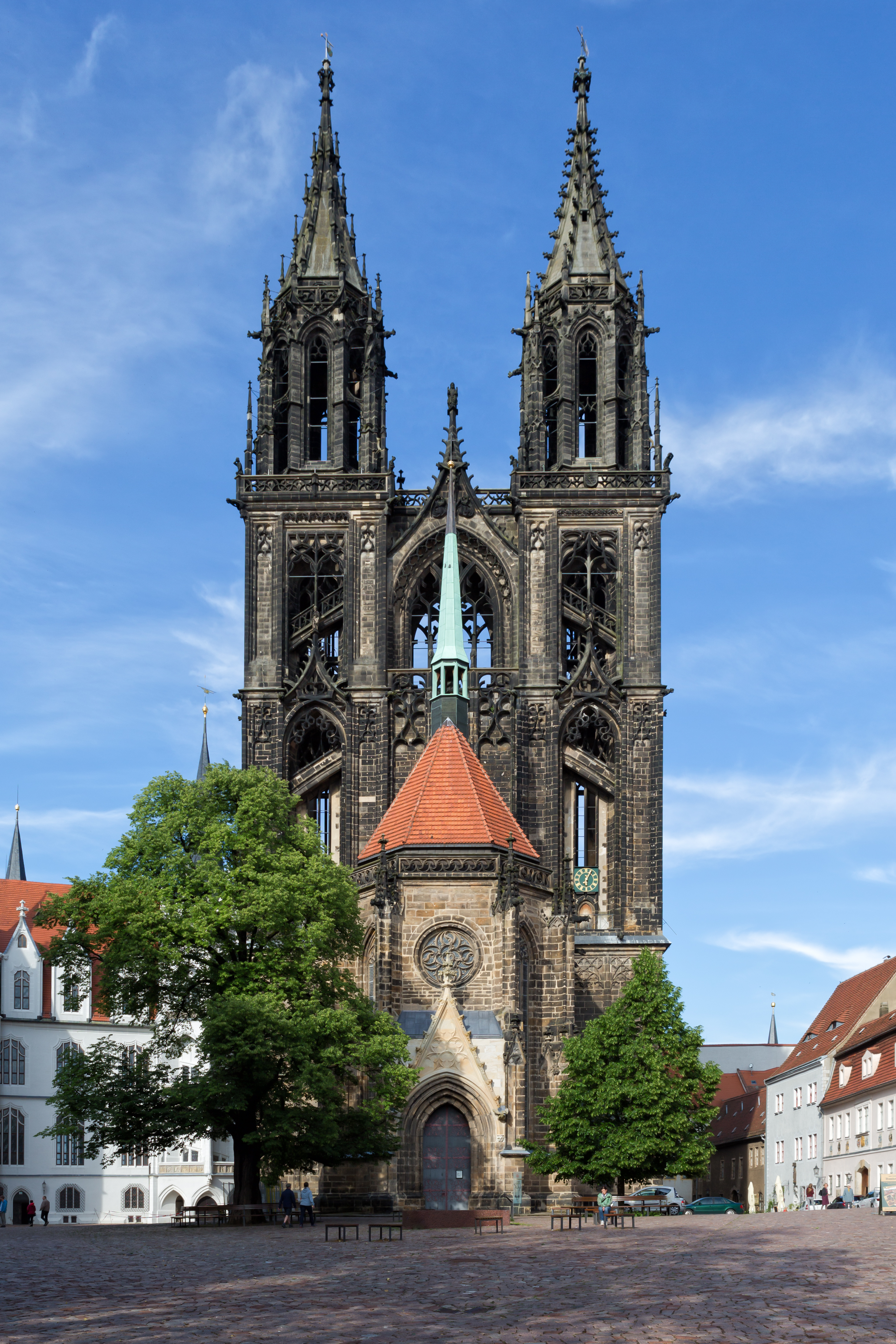
Domkyrkans västfasad med de nygotiska tornen. Till vänster Albrechtsburg.

Meissens domkyrka, S:t Johannes och S:t Donatus, tyska: Meißner Dom, är en kyrkobyggnad i staden Meissen i Sachsen, belägen på borgberget i anslutning till Albrechtsburg. Kyrkan är vigd åt och namngiven efter Johannes evangelisten och Sankt Donatus av Arezzo.
Kyrkan och Meissens romersk-katolska stift grundlades ursprungligen år 968 av kejsar Otto I, först som ett kapell på borgberget och senare som en fyrskeppig romansk basilika. Benno av Meissens helgonreliker förvarades i kyrkan, som därigenom förblev en vallfartsort fram till den protestantiska reformationen. Den nuvarande gotiska katedralen började uppföras år 1260 och stod huvudsakligen färdig i början av 1400-talet, då kurfursten Fredrik I av Sachsen gjorde kyrkan till det regerande sachsiska huset Wettins begravningskyrka. 
De temporära västra torn av trä som uppfördes under katedralens ursprungliga byggfas kom att förstöras i en storm 1413, och först 1903–1909 uppfördes de nuvarande västra stentornen i nygotisk stil efter ritningar av Carl Schäfer.
Genom reformationens införande i Kurfurstendömet Sachsen kom kyrkan 1581 att bli församlingskyrka åt en evangelisk-luthersk församling, och helgonrelikerna flyttades av den sista katolska biskopen, för att slutligen komma att förvaras i Frauenkirche i München. Idag är domkyrkan säte för biskopen av Sachsens evangelisk-lutherska kyrka, en del av Tysklands evangeliska kyrka. Det moderna romersk-katolska stiftet Dresden-Meissen har idag sin domkyrka i Hofkirche i Dresden.